# The Continuing Story of Bungalow Bill
Pistes de The Beatles
Wild Honey Pie
(5) While My Guitar Gently Weeps
(7)
The Continuing Story of Bungalow Bill est une chanson des Beatles, écrite par John Lennon, et parue sur l'album The Beatles (surnommé « Album blanc ») en novembre 1968. Il s'agit d'une pique satirique à l'encontre d'un participant au stage de méditation qu'ils viennent de faire en Inde, qui avait jugé bon de partir quelques jours chasser le tigre avant de revenir méditer comme si de rien n'était.
La chanson est enregistrée au cours d'une longue séance le 8 octobre 1968, toutes les personnes présentes étant appelées à participer aux chœurs, notamment les compagnes de Beatles Maureen Starkey et Yoko Ono. Cette dernière chante également un vers de la chanson, seule fois qu'une femme tient cette place au sein du groupe. L'enregistrement, dans une ambiance festive, ne nécessite que quelques prises.
Noyée au sein des trente chansons de l'album sur laquelle elle est publiée, The Continuing Story of Bungalow Bill est relativement peu connue et n'a fait l'objet que de peu de reprises. Il s'agit en revanche d'une des chansons préférées de Paul McCartney dans la mesure où elle cadre bien avec son idéal de protection des animaux.

## Historique

### Composition
The Continuing Story of Bungalow Bill est une des nombreuses chansons composées par les Beatles début 1968 durant leur séjour en Inde, dans l'âshram du Maharishi Mahesh Yogi à Rishikesh. Elle s'inscrit dans la lignée d'une autre chanson de John Lennon sur cette période, Dear Prudence, qui s'inspirait déjà d'une scène vécue à l'époque.

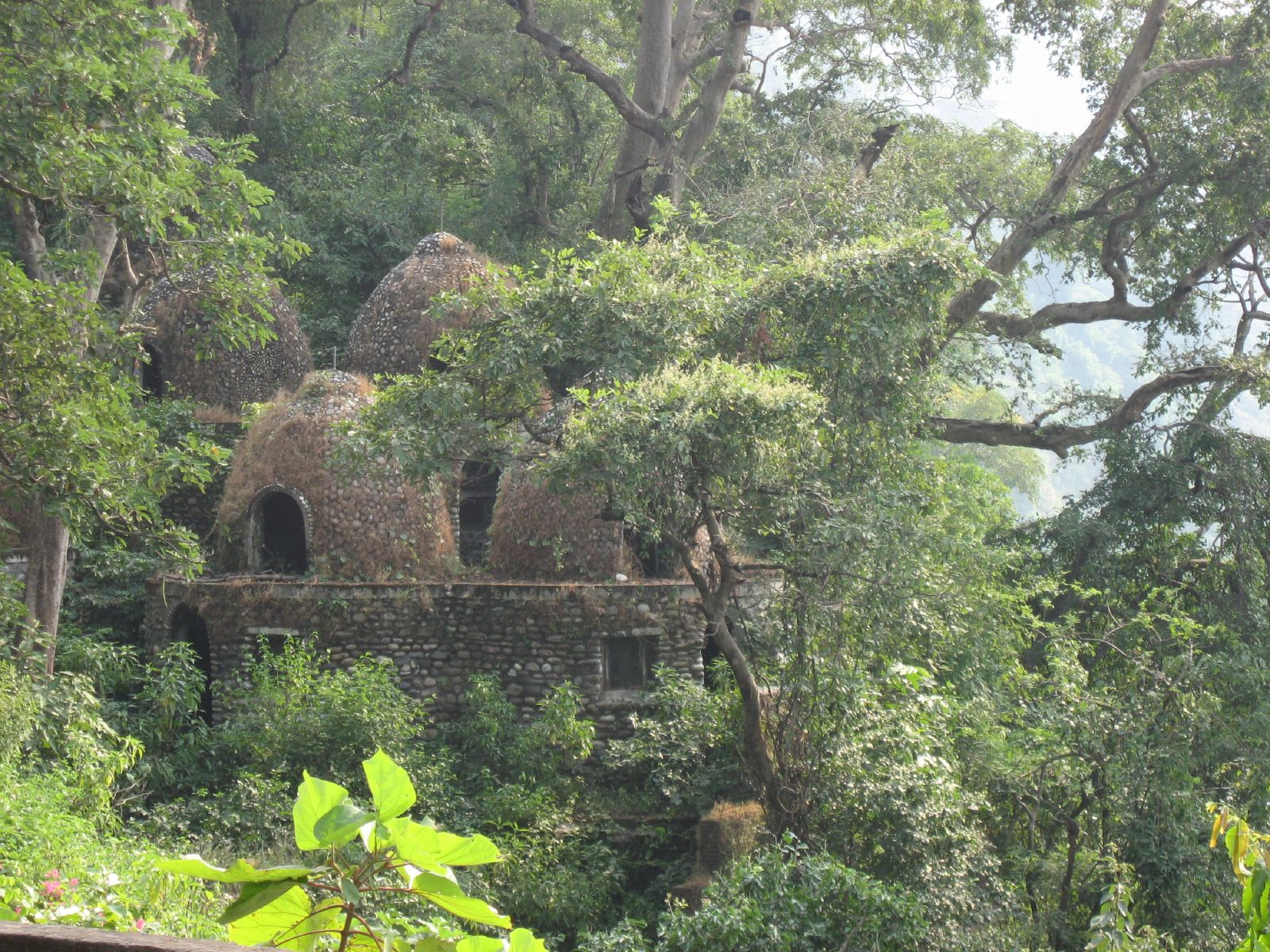
The Continuing Story of Bungalow Bill a été inspirée par un événement survenu durant le séjour des Beatles à l'âshram du Maharishi Mahesh Yogi à Muni Ki Reti.

Ici, l'histoire est celle de Richard Cooke, un jeune étudiant américain venu rendre visite à sa mère Nancy Cooke de Herrera, qui suivait en même temps que les Beatles la formation avancée sur la méditation transcendantale. Lennon raconte : « Je l'ai écrite à propos d'un type au camp de méditation de Maharishi qui a pris quelques jours pour aller tuer quelques pauvres tigres, puis est revenu communier avec Dieu. Il y avait un personnage appelé Jungle Jim, et je l'ai combiné avec Buffalo Bill. »
Mia Farrow, également présente lors de ce stage de méditation, complète : « À un moment, une femme sûre d'elle, d'âge moyen, est arrivée en emportant une montagne de bagages dans son bungalow flambant neuf près de celui de Maharishi, avec son fils, un aimable jeune homme nommé Bill. Les gens ont évité cette nouvelle-venue, et personne n'a été désolé de la voir quitter l'ashram après quelque temps pour chasser le tigre, sans savoir que leur présence avait inspiré aux Beatles une chanson. »
La chanson est un compte-rendu fidèle de l'événement. De l'avis même des Cooke, la description de Richard Cooke est assez vraie, de même que celle de la scène de chasse. Les Beatles ont en effet eu l'occasion de discuter de l'événement avec les protagonistes. Au retour de chasse, Richard Cooke, pris de remords, est allé voir le Maharishi pour lui parler du tigre qu'il venait de tuer, manquant de mettre le maître spirituel en colère. Lors de la rencontre, Lennon se montre particulièrement cinglant, demandant au chasseur la raison de son acte. Sa réponse (« Il venait vers nous, c'était lui ou nous ! ») devient dans la chanson « If looks could kill, it would have been us instead of him » (« Si un regard pouvait tuer, ça aurait été nous au lieu de lui »).
Comme, contrairement à ce qu'avance Mia Farrow, le jeune homme s'appelle Richard et non Bill, le surnom Bungalow Bill est bien un jeu de mots entre le héros américain Buffalo Bill et les bungalows où vivaient les participants au séjour, afin de donner un air ridicule au chasseur.

### Enregistrement
The Continuing Story of Bungalow Bill est enregistrée au cours d'une séance fleuve de 16 heures, le 8 octobre 1968, après que le groupe a travaillé à une autre chanson de John Lennon, I'm So Tired. La séance débute ainsi à 16 heures, pour se terminer à 8 heures du matin. Il s'agit vraisemblablement d'une conséquence du caractère de Lennon qui, aimant voir ses chansons apparaître dans l'instant, a préféré ne pas voir le travail s'étaler sur plusieurs jours. L'ambiance est résolument festive, la chanson devant rappeler les classique de camps de vacances. Lennon ponctue d'ailleurs les couplets de « All the children sing! » (« Tous les enfants chantent ! ») avant d'enchaîner sur un refrain repris en chœur par toutes les personnes présentes dans le studio, notamment deux compagnes de Beatles, Maureen Starkey et Yoko Ono.

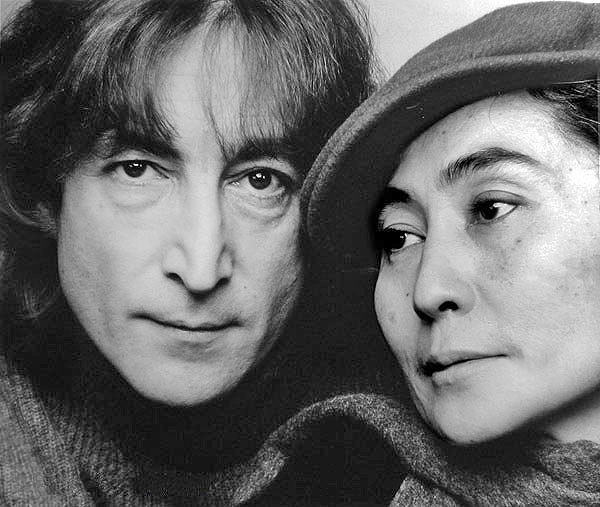
Yoko Ono interprète ici un vers de la chanson, cas unique où une femme chante sur un disque des Beatles.

Outre les guitares acoustiques symboliques de la plupart des compositions venues de Rishikesh, la chanson met en avant plusieurs parties de Mellotron, notamment par Chris Thomas qui l'utilise pour imiter la mandoline lors des couplets, et le trombone durant les refrains. Thomas officie provisoirement, à cet instant, en tant que producteur du groupe, George Martin étant parti en vacances.
Un événement très particulier survient également durant l'enregistrement puisque c'est la seule et unique fois qu'une femme chante un vers d'une chanson des Beatles. Un passage de la chanson parodie en effet un passage où Bill demande à sa mère — qu'il emmène toujours en chasse, « en cas d'accident » — s'il fait quelque chose de mal en tuant le tigre, celle-ci répondant « Pas quand il a l'air si féroce ! ». Yoko Ono est chargée d'interpréter cette dernière phrase afin de faire la distinction dans le dialogue.
Le mixage stéréo est fait le lendemain. À un moment ultérieur de l'enregistrement est également mise en boite la courte introduction de guitare espagnole, qui est en réalité jouée sur une note grave du Mellotron, sans que l'on sache précisément quand. Les 16 et 17 octobre, lors d'une séance longue de 24 heures, un événement unique dans l'histoire du groupe, les Beatles décident de créer quelques liens entre les chansons sur l'album. C'est à cette occasion que le « Hey up! » de John Lennon qui conclut la chanson se fond avec le début de While My Guitar Gently Weeps.

### Parution et réception
C'est le 22 novembre 1968 que The Continuing Story of Bungalow Bill sort sur le premier disque du double album The Beatles, au milieu de trente chansons, poussant le producteur George Martin à se lamenter qu'une sélection n'ait pas été faite pour mettre en valeur les meilleures. Le même disque sort trois jours plus tard aux États-Unis et connaît partout un grand succès en dépit d'un prix plus élevé que la moyenne.
Si elle passe relativement inaperçue, la chanson devient une des préférées de Paul McCartney qui déclare en 1994 : « C'est une autre de ses grandes chansons et une de mes préférées à ce jour parce qu'elle s'engage pour ce pourquoi je m'engage désormais. « Avais-tu vraiment besoin de tuer ce tigre » est son message. « Tu te sens fort ? Tu te sens courageux ? » Je pense que John l'a très bien tourné. » Quant au protagoniste de la chanson, Richard Cooke, il n'a dans un premier temps pas été informé de la satire le concernant. Il ne l'apprend que lorsqu'il reçoit de ses amis des cartes postales humoristiques reprenant le refrain de la chanson : « Hey, Bungalow Bill, what did you kill? » (« Hey, Bungalow Bill, qu'as tu tué ? »).
La chanson n'a fait l'objet que de peu de reprises, notamment par le groupe Phish.

## Fiche technique

### Interprètes
- John Lennon : chant, guitare acoustique, orgue, mellotron
- Paul McCartney : chœurs, basse
- George Harrison : chœurs, guitare acoustique
- Ringo Starr : chœurs, batterie, tambourin
- Chris Thomas : mellotron
- Yoko Ono : chant, chœurs
- Maureen Starkey : chœurs

### Équipe de production
- George Martin : producteur
- Ken Scott : ingénieur du son
- Mike Sheady : ingénieur du son
- Ken Townsend : ingénieur du son